# Lester J. Dickinson

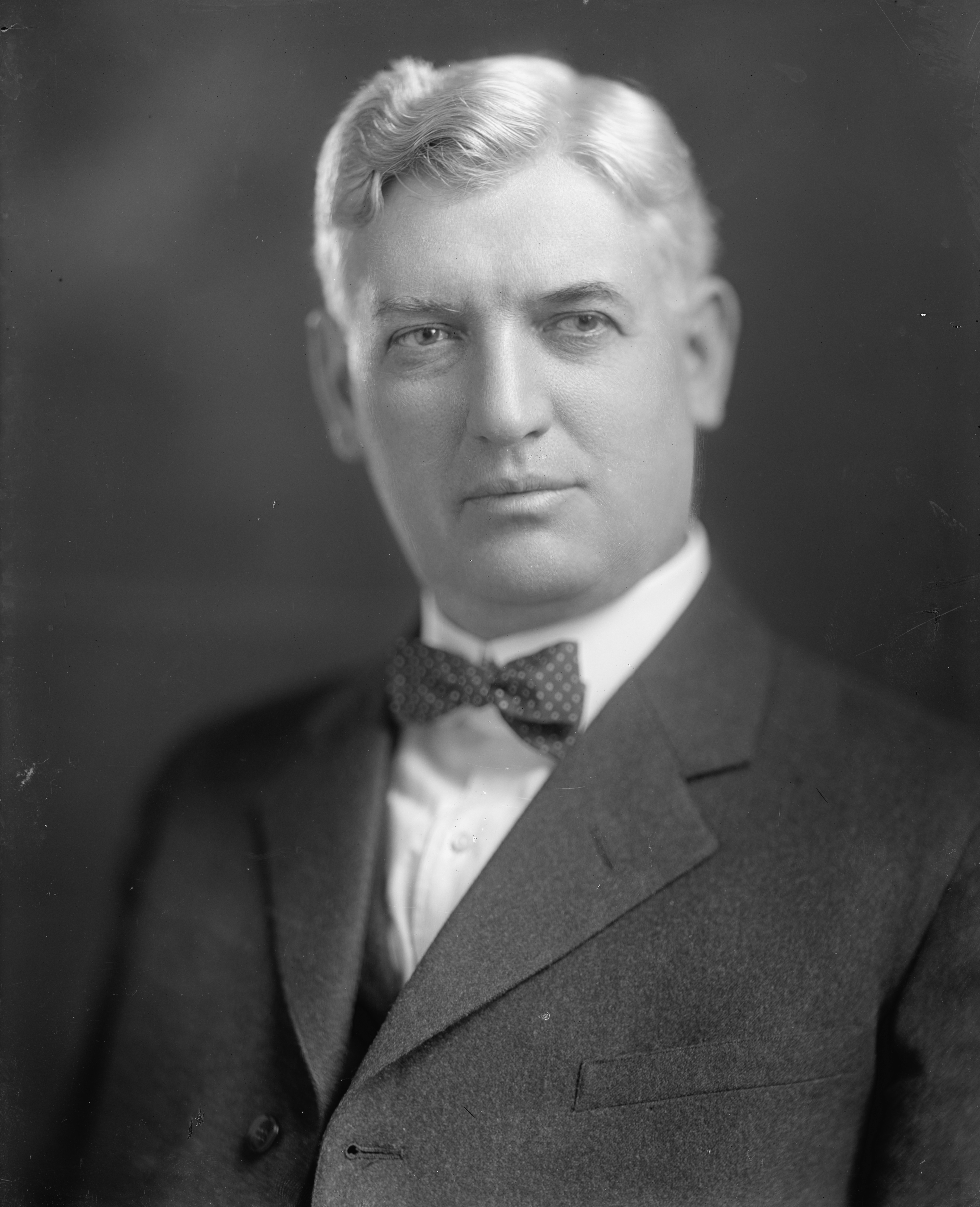
Lester J. Dickinson

Lester Jesse Dickinson (* 29. Oktober 1873 in Derby, Iowa; † 4. Juni 1968 in Des Moines, Iowa) war ein US-amerikanischer Politiker (Republikanische Partei). Er vertrat den Bundesstaat Iowa im US-Senat und ist der Cousin von Fred Dickinson Letts.

## Berufliche Laufbahn
Dickinson besuchte die öffentlichen Schulen und studierte anschließend Rechtswissenschaften am Cornell College in Mount Vernon und promovierte im Jahre 1899 an der Universität von Iowa. Seine Zulassung zum Rechtsanwalt erhielt er noch im gleichen Jahr und begann in Algona zu arbeiten. Kurze Zeit später wurde er zum Stadtschreiber von Algona ernannt (1900–1904) und war von 1909 bis 1913 als Staatsanwalt des Kossuth County tätig.
Er war von 1900 bis 1902 Leutnant in der 52. Infanterie der Iowa National Guard.

## Politische Karriere
Als Mitglied der Republikanischen Partei wurde er zum 4. März 1919 in das Repräsentantenhaus des 66. Kongresses gewählt und verblieb dort für fünf weitere Kongresse bis zum 3. März 1931. Im Jahre 1930 stellte er sich nicht mehr für eine Wiederwahl zur Verfügung, da er in den Senat gewählt wurde. Er vertrat dort seinen Bundesstaat vom 4. März 1931 bis zum 3. Januar 1937. Weder bei den Wahlen im Jahr 1936 noch im Jahr 1938 wurde er wiedergewählt. Er nahm nach seiner Amtszeit wieder seine Arbeit in Des Moines auf, wo er auch starb.
Er wurde auf dem Algona Cemetery beigesetzt.